# IX династия
IX (Гераклеопольская) династия (Царский дом Хети) — династия царей Древнего Египта эпохи Первого переходного периода, происходившая из рода номархов XX верхнеегипетского нома (септа) с центром в Гераклеополе.
Некоторые историки полагают, что это не одна династия, а две, так как согласно Манефону, Гераклеопольское правление делится на две династии — IX и X. Хронологические рамки Гераклеопольского правления условно определяют с начала XXII в. до н. э. (ок. 2192 г. до н. э.) по середину XXI в. до н. э. Согласно исследованию Юргена фон Бекерата, Гераклеопольская династия пришла к власти между 2170 и 2120 годами до н. э. и закончила своё правление около 2020 г. до н. э.

## История
Основным источником данных по истории Гераклеопольских династий является Манефон. Однако его труды дошли до нас в извлечениях из работ более поздних историков, которые порой не согласуются между собой. Согласно извлечениям Евсевия Кесарийского, IX и Х Гераклеопольские династии правили в общей сложности 285 лет (IX династия — 100 лет, X династия — 185). Однако согласно извлечениям Секста Юлия Африкана обе династии правили в общей сложности всего 185 лет. Это число подтверждается последними археологическими данными и в общем принято в настоящее время большинством египтологов (в частности, фон Бекерат отводит гераклеополитам в своей хронологии не более 150-ти лет). Считается, что правление Гераклеопольских династий официально закончилось на 39-м году правления основателя XI династии Ментухотепа II.
Обстоятельства, при которых прекратила своё существование Мемфисская монархия, изучены не очень хорошо. На исходе III тысячелетия до н. э. в Средиземноморье и Ближнем Востоке происходит глобальное потепление и засуха, которые повлияли и на Египет. В результате с XXIV века до н. э. начало происходить уменьшение стока и снижение разливов Нила, в результате чего уменьшилось пространство плодородных земель, что привело к ухудшению экономической обстановке в государстве. При этом постепенно происходил рост независимости правителей древнеегипетских номов. Во время правления VI династии должности правителей номов оказываются сосредоточены в отдельных родах. Обнищавшее население в первую очередь зависело от правителей номов. Казна оскудела, а центральное правительство, располагавшееся в Мемфисе, не могло противостоять сепаратизму номархов, поскольку там происходила борьба различных группировок, связанных родством, за влияние на фараона. Итогом стало восстание против фараона VIII династии, описанное в папирусе, известном как «Речение Ипувера».
Родоначальником IX династии был номарх XX нома (Гераклеопольского) Хети I Уахкара (у Манефона он назван Ахтой I). По Манефону он сверг правившего в Мемфисе фараона из VIII династии, став фараоном. Согласно Юргену фон Бекерату, произошло это около 2192/2120 года до н. э. Э. Хорнунг, Р. Краусс и Д. Уорбертон относят начало правления к 2118+25. Хотя представители VIII династии ещё около столетия предъявляли права на престол, вся власть была сосредоточена в Гераклеополе, столице Египта при IX династии. Манефон писал, что Хети I объединил под своей властью весь Египет. По его словам, Хети I «причинил много зла всем жителям Египта, был охвачен безумием и убит крокодилом».
Ближайшие преемники Хети I пытались упрочить свою власть, однако на юге набирали силу номархи Фив, которых относят к XI династии. Представители этой династии первоначально признавали власть гераклеопольских фараонов, но в будущем сами стали бороться за гегемонию в Египте.
5-й или 6-й фараон династии, Хети III, который был сыном фараона Неферкара VII, смог восстановить контроль над большей частью Дельты. Он перенёс столицу из Гераклеополя в Мемфис. Его царстование стало временем наивысшего могущества династии. Его условно считают основателем X династии.

## Список фараонов IX династии
Манефон утверждает, что в течение 185 лет правили 19 гераклеопольских царей. Современная египтология исходит из того, что всех гераклеопольских царей было также 19 (или 18). Евсевий Кесарийский, ссылаясь на Манефона, утверждает, что в IX династии было 4 фараона, правивших 100 лет. В Туринском царском списке в обеих Гераклеопольских династиях показано 18 фараонов, однако имена большинства из них не сохранились.
| №  | Дошедшее до нас имя царя | Время правления и основная информация о царе |
| -- | ------------------------ | --- |
| 1. | Уаркара Хети (Ахтой) I   | Согласно Юргену фон Бекерату, правил с ок. 2192/2120 года до н. э. Сын Хети. В Туринском списке сведения о нём разрушены. Согласно Манефону, называющего фараона Ахтой I он объединил Египет, правил с особой жестокостью и был сожран крокодилом во время охоты. |
| 2. | Хети II                  | В Туринском списке сведения о нём разрушены. Некоторые исследователи идентифицируют его с фараоном Небкара, который упоминается «Повести о красноречивом крестьянине».                                                                                            |
| 3. | Неферкара VII            | кон. XXII в. до н. э.: в конце его правления в Фивах к власти пришел Иниотеф II Уаханх. Имя сохранилось в Туринском списке. |
| 4. | Сенен[…]                 | Имя в Туринском списке полностью прочесть не удаётся. |
| 5. | Хети III                 | Сын Неферкара VII. Считается основателем X династии и автором «Поучений Мерикара». |

Между Неферкарой и фараоном, имя которого начинается на Сенен-, в Туринском списке показан ещё один фараон с именем Хети. По версии А. Е. Димидчика, здесь ошибка переписчика, а имя Хети — это личное имя фараона Неферкары, перенесённое на другую строчку.
Английский египтолог Артур Вейгалл, заново проанализировав данные Манефона и Туринского папируса, предложил следующую хронологию правления царей IX династии:
| №  | Дошедшее до нас имя царя | Время правления и основная информация о царе                                                |
| -- | ------------------------ | ------------------------------------------------------------------------------------------- |
| 1. | Уахкара Ахтой            | Правил 7 лет с 2271 по 2264 годы до н. э.                                                   |
| 2. | Мериибра Ахтой           | Правил 12 лет с 2264 по 2252 годы до н. э.                                                  |
| 3. | Небкаура Ахтой           | Правил около 25 лет с 2252 по 2227 годы до н. э.                                            |
| 4. | Мерикара Ахтой           | Правил около 6 лет с 2227 по 2221 годы до н. э. После его смерти к власти пришла X династия |